# Bergbúa þáttr
Bergbúa þáttr es una historia corta islandesa (þáttr) que trata sobre un islandés llamado Hallmundr y apodado el que habita el montículo que cita varios versos ofreciendo una descripción notable de una erupción volcánica. El relato suele ir acompañado de otro en los manuscritos, Kumlbúa þáttr que también muestra a seres sobrenaturales que recitan versos para los humanos.